# Statements
Statements – singel szwedzkiej piosenkarki Loreen, wydany 25 lutego 2017 roku pod szyldem wytwórni Warner Music.
Utwór był notowany na 13. miejscu na liście najlepiej sprzedających się singli w Szwecji.
Singel dotarł do półfinału 56. edycji konkursu muzycznego Melodifestivalen w 2017 roku.

## Lista utworów
- Digital download[1]

1. „Statements” – 3:02

- Digital download (Furrer Remix)[4]

1. „Statements” (Furrer Remix) – 4:55

- Digital download (Hounded Remix)[5]

1. „Statements” (Hounded Remix) – 3:12

## Notowania

### Pozycje na liście sprzedaży
| Kraj    | Notowanie (2017)  | Najwyższa pozycja |
| ------- | ----------------- | ----------------- |
| Szwecja | Sverigetopplistan | 13                |